# روبرت سيربر
روبرت سيربر (بالإنجليزية: Robert Serber)‏ (مواليد 14 مارس 1909 في فيلادلفيا - 1 يونيو 1997)، هو فيزيائي أمريكي، شارك في إنشاء مشروع منهاتن. وقد طبعت محاضرات سيربر التي تشرح المبادئ والأهداف الأساسية للمشروع وقدمت لجميع الموظفين العلميين القادمين، وأصبح يعرف باسم الكتاب التمهيدي لمختبر لوس ألاموس. ووصفته صحيفة نيويورك تايمز بـ«القابلة الفكرية عند ولادة القنبلة الذرية». شغل منصب رئيس الجمعية الفيزيائية الأمريكية سنة 1971.